# Chalybs simaethis
Chalybs simaethis är en fjärilsart som beskrevs av Dru Drury. Chalybs simaethis ingår i släktet Chalybs och familjen juvelvingar. Inga underarter finns listade i Catalogue of Life.